# Christophe Ali
 (octobre 2015).
Si vous disposez d'ouvrages ou d'articles de référence ou si vous connaissez des sites web de qualité traitant du thème abordé ici, merci de compléter l'article en donnant les références utiles à sa vérifiabilité et en les liant à la section « Notes et références ».
Christophe Ali est un réalisateur et scénariste français, réalisateur notamment de Camping sauvage (2005), son deuxième long métrage.

## Biographie
Les films de long métrage de Christophe Ali sont réalisés avec un autre réalisateur, Nicolas Bonilauri. Ces deux réalisateurs ont travaillé ensemble sur chacun de leurs longs métrages, Le Rat (2001), Camping sauvage (2005) et La Volante (2015).
Nicolas Bonilauri et Christophe Ali se sont rencontrés dans un cinéma de quartier, le cinéma Jean Vigo à Gennevilliers. Ils ont aussi étudiés ensemble à l'Université Paris VIII au département Cinéma où ils se retrouvent. Ils commencent alors à réaliser ensemble de premiers courts métrages, O (1994), Le Souffle court (1995), El otro Barrio (1996) et Domingo (1998). Ce sera le début d'une longue collaboration qui se poursuivra par la réalisation de leur premier long métrage, Le Rat (2001). À cette occasion la société de production Le Rat qui rit est créée en 1999.

## Filmographie

### Longs métrages
- 2001 : Le Rat
- 2006 : Camping Sauvage (Wild Camp ) avec Denis Lavant et Isild Le Besco
- 2015 : La Volante (The Assistant) avec Nathalie Baye et Malik Zidi

### Courts métrages
- 1998 :  Domingo (3×3 min)
- 1996 :  El Otro Barrio (14 min)
- 1995 :  Le Souffle Court (5 min)
- 1994 :  O (9 min)